# Brittiska mästerskapet 1902/1903
Brittiska mästerskapet 1902/1903 var den 20:e säsongen av Brittiska mästerskapet i fotboll. För första gången någonsin delade tre lag på förstaplatsen; England, Irland och Skottland.

## Tabell
| Nr | Lag       | S | V | O | F | GM | IM | MS | P |
| -- | --------- | - | - | - | - | -- | -- | -- | - |
| 1  | England   | 3 | 2 | 0 | 1 | 7  | 3  | +4 | 4 |
| 1  | Irland    | 3 | 2 | 0 | 1 | 4  | 4  | 0  | 4 |
| 1  | Skottland | 3 | 2 | 0 | 1 | 3  | 3  | 0  | 4 |
| 4  | Wales     | 3 | 0 | 0 | 3 | 1  | 5  | −4 | 0 |

## Matcher
|  | 14 februari 1903 | England                                  | 4 – 0 | Irland | Molineux Stadium |               |
|  |                  | Vivian Woodward ×2 Harry Davis 0′ (sjm.) |       |        | Wolverhampton    | Wolverhampton |
|  |                  |                                          |       |        | Wolverhampton    | Wolverhampton |
|  |                  |                                          |       |        | Wolverhampton    | Wolverhampton |

|  | 2 mars 1903 | England                   | 2 – 1 | Wales          | Fratton Park |            |
|  |             | Joe Bache Vivian Woodward |       | Walter Watkins | Portsmouth   | Portsmouth |
|  |             |                           |       |                | Portsmouth   | Portsmouth |
|  |             |                           |       |                | Portsmouth   | Portsmouth |

|  | 9 mars 1903 | Wales | 0 – 1   | Skottland          | Cardiff Arms Park                                                 |                                                                   |
|  |             |       | (0 – 1) | 25′ Finlay Speedie | Cardiff Publik: 11 000 Domare: Frederick Thomas Kirkham (England) | Cardiff Publik: 11 000 Domare: Frederick Thomas Kirkham (England) |
|  |             |       |         |                    | Cardiff Publik: 11 000 Domare: Frederick Thomas Kirkham (England) | Cardiff Publik: 11 000 Domare: Frederick Thomas Kirkham (England) |
|  |             |       |         |                    | Cardiff Publik: 11 000 Domare: Frederick Thomas Kirkham (England) | Cardiff Publik: 11 000 Domare: Frederick Thomas Kirkham (England) |

|  | 21 mars 1903 | Skottland | 0 – 2   | Irland                        | Celtic Park                                                       |                                                                   |
|  |              |           | (0 – 1) | 9′ Joe Conner 83′ Jack Kirwan | Glasgow Publik: 17 000 Domare: Frederick Thomas Kirkham (England) | Glasgow Publik: 17 000 Domare: Frederick Thomas Kirkham (England) |
|  |              |           |         |                               | Glasgow Publik: 17 000 Domare: Frederick Thomas Kirkham (England) | Glasgow Publik: 17 000 Domare: Frederick Thomas Kirkham (England) |
|  |              |           |         |                               | Glasgow Publik: 17 000 Domare: Frederick Thomas Kirkham (England) | Glasgow Publik: 17 000 Domare: Frederick Thomas Kirkham (England) |

|  | 28 mars 1903 | Irland                        | 2 – 0 | Wales | Solitude |         |
|  |              | Archie Goodall James Sheridan |       |       | Belfast  | Belfast |
|  |              |                               |       |       | Belfast  | Belfast |
|  |              |                               |       |       | Belfast  | Belfast |

|  | 4 april 1903 | England             | 1 – 2   | Skottland                           | Bramall Lane                                               |                                                            |
|  |              | Vivian Woodward 10′ | (1 – 0) | 57′ Finlay Speedie 59′ Bobby Walker | Sheffield Publik: 32 000 Domare: William Nunnerley (Wales) | Sheffield Publik: 32 000 Domare: William Nunnerley (Wales) |
|  |              |                     |         |                                     | Sheffield Publik: 32 000 Domare: William Nunnerley (Wales) | Sheffield Publik: 32 000 Domare: William Nunnerley (Wales) |
|  |              |                     |         |                                     | Sheffield Publik: 32 000 Domare: William Nunnerley (Wales) | Sheffield Publik: 32 000 Domare: William Nunnerley (Wales) |